# Heodes insignis
Heodes insignis är en fjärilsart som beskrevs av De Sagarra 1924. Heodes insignis ingår i släktet Heodes och familjen juvelvingar. Inga underarter finns listade i Catalogue of Life.